# Milton Friedman
Milton Friedman (31 tháng 7 năm 1912 – 16 tháng 11 năm 2006) là một nhà kinh tế học và nhà thống kê người Mỹ. Năm 1976, Friedman nhận Giải Nobel Kinh tế vì những đóng góp vào lĩnh vực phân tích tiêu dùng, lý thuyết tiền tệ, và chính sách ổn định kinh tế vĩ mô. Theo tờ The Economist, Friedman là nhà kinh tế có ảnh hưởng lớn nhất vào nửa sau thế kỷ 20.
Friedman đã lập nên trường phái trọng tiền (monetarism) - một trong những trường phái gây ảnh hưởng lớn nhất trong kinh tế học vĩ mô. Tư tưởng chính trị của Friedman nhấn mạnh những ưu thế của thị trường và những bất lợi khi Nhà nước can thiệp vào nền kinh tế, ảnh hưởng tới trường phái bảo thủ và tự do ở Mỹ. Quan điểm của ông về chính sách tiền tệ, thuế khóa, tư nhân hóa và giảm bớt sự can thiệp của chính phủ đã có tác động to lớn tới chính sách của nhiều nước trên thế giới, đặc biệt thời kỳ chính quyền Ronald Reagan ở Mỹ và Margaret Thatcher ở Anh. Friedman là học trò của nhà kinh tế nổi tiếng Simon Kuznets và là thầy dạy của các nhà kinh tế nổi tiếng khác như Gary Becker, Tom Campbell, Thomas Sowell.

## Thời niên thiếu
Milton Friedman sinh ngày 31/07/1912 tại Brooklyn, New York trong một gia đình lao động người Do Thái nhập cư từ Berehove, Áo-Hungary (nay thuộc Ukraina). Ông là con trai đầu, và cũng là con út của Sára Eszter Landau và Jenő Saul Friedman. Không lâu sau khi Milton ra đời, gia đình họ chuyển tới Rahway, New Jersey. Là một học sinh tài năng, Friedman tốt nghiệp trường trung học Rahway (Rahway High School) năm 1928, ngay trước khi ông tròn 16 tuổi.
Friedman nhận một học bổng danh giá của đại học Rutgers ở New Jersey. Lúc đầu, Friedman học chuyên ngành Toán học với dự định sẽ trở thành một chuyên viên tính phí bảo hiểm, nhưng trong suốt thời gian học tập tại đại học Rutgers, ông đã chịu ảnh hưởng rất lớn từ hai giáo sư kinh tế Arthur F. Burns và Homer Jones. Vào giai đoạn cao trào của cuộc Đại Suy Thoái, họ đã làm Friedman tin rằng kinh tế học có thể giúp giải quyết các khó khăn về kinh tế đang tiếp diễn. Cuối cùng, Milton Friedman ra trường với tấm bằng tốt nghiệp cả ngành toán và kinh tế.
Sau khi ra trường, Friedman từ chối lời mời học thạc sĩ Toán học ứng dụng tại Brown University để nhận học bổng chuyên ngành Kinh tế tại đại học Chicago (M.A., 1933). Trong thời gian này, ông đã gặp người vợ tương lai của mình là Rose Director. Sau khi hoàn thành khóa học thạc sĩ, Friedman làm nghiên cứu sinh tại đại học Columbia (1933-34), nơi ông học thống kê với nhà thống kê nổi tiếng Harold Hotelling.
1934-1935, Friedman quay về Chicago, làm trợ lý nghiên cứu cho Henry Schultz. Trong năm này, Friedman đã xây dựng tình bạn gắn bó cả cuộc đời với George Stigler và W. Allen Wallis.

## Con đường học vấn

### Những năm đầu
Năm 1943, Friedman gia nhập Ban nghiên cứu chiến tranh (the Division of War Research) tại đại học Columbia. Lĩnh vực ông nghiên cứu là các vấn đề về chế tạo vũ khí, chiến thuật quân sự và các thí nghiệm với kim loại.
Năm 1946, ông nhận bằng tiến sĩ tại đại học Columbia, sau khi trình bày công trình nghiên cứu mà ông cùng làm với Kuznets mang tên Incomes from Independent Professional Practice.
Ngày 2 tháng 2 năm 1945, con trai của Milton và Rose, David Director Friedman, ra đời.
Friedman giảng dạy tại đại học Minnesota trong năm học 1945-1946.

### Đại học Chicago
Năm 1946, Friedman nhận lời mời giảng dạy môn lý thuyết kinh tế học tại đại học Chicago, nơi ông làm việc trong suốt 30 năm sau đó. Tại đây, ông đã góp phần xây dựng nên một cộng đồng trí thức có quan hệ vô cùng chặt chẽ và đã sản sinh ra rất nhiều nhà kinh tế học đoạt giải Nobel. Tư tưởng của họ được gọi chung là Trường phái kinh tế học Chicago.
Friedman từng làm cố vấn về chính sách kinh tế cho ứng viên tổng thống đảng Cộng Hòa Barry Goldwater năm 1964.

## Đóng góp khoa học

### Kinh tế học
Friedman được biết đến nhiều nhất từ việc khôi phục mối quan tâm về cung tiền như một yếu tố quyết định giá trị danh nghĩa của sản phẩm đầu ra (lý thuyết số lượng tiền tệ). Chủ nghĩa tiền tệ (monetarism) là tập hợp các quan điểm liên quan đến lý thuyết số lượng tiền tệ hiện đại. Chủ nghĩa này đã xuất hiện từ Trường phái Salamanca từ thế kỷ 16, hoặc thậm chí lâu đời hơn; tuy nhiên, Friedman đóng vai trò then chốt trong việc phổ biến chính sách này ở thời hiện đại. Ông đồng tác giả, với Anna Schwartz, cuốn sách "A Monetary History of the United States, 1867–1960" (Lịch sử tiền tệ của Hoa Kỳ, 1867–1960) (1963), một tác phẩm khảo sát vai trò của cung tiền và hoạt động kinh tế trong lịch sử Mỹ.
Kết luận đột phá của nghiên cứu này liên quan đến sự biến động cung tiền tệ gây tác động đến sự biến động của nền kinh tế. Những phân tích hồi quy với David Meiselman trong thập niên 60 đã làm sáng tỏ vai trò quan trọng của cung tiền tệ lên trên đầu tư và chi tiêu chính phủ trong việc xác định tiêu dùng và đầu ra. Những nghiên cứu thực tiễn của Friedman và một số lý thuyết ủng hộ kết luận rằng hiệu ứng trong ngắn hạn về sự thay đổi của cung tiền chủ yếu ảnh hưởng tới sản phẩm đầu ra nhưng trong dài hạn thì chủ yếu ảnh hưởng đến giá cả.
Friedman là người khởi xướng trường phái trọng tiền trong kinh tế. Ông kiên định với luận điểm rằng có một mối liên hệ chặt chẽ giữa lạm phát và lượng cung tiền, qua đó lạm phát có thể được kiềm chế với những điều chỉnh tỷ lệ tăng cơ sở tiền tệ đúng đắn. Ông ví von nó với việc "thả tiền từ trực thăng", nhằm tránh việc giải quyết bài toán cơ chế bơm tiền và nhiều nhân tố khác làm phức tạp hóa mô hình của ông.

Lập luận của Friedman được xây dựng để chống lại quan điểm lạm phát do đẩy giá hàng hóa đang thịnh hành, quan điểm cho rằng sự gia tăng mức giá chung xuất phát từ việc giá dầu tăng cao, hay tiền lương tăng; ông viết
Lạm phát luôn luôn và ở mọi nơi là một hiện tượng tiền tệ.

__Milton Friedman, 1963
Friedman bác bỏ việc sử dụng chính sách tài khóa như là một công cụ để quản lý lượng cầu, quan điểm của ông rằng vai trò của chính phủ trong việc điều khiển nền kinh tế nên bị hạn chế mạnh. Friedman viết nhiều về thời kỳ Đại suy thoái, ông gọi thời kỳ này là Đại thắt chặt. Ông lập luận rằng thời kỳ Đại suy thoái gây ra bởi một cú shock tài chính thông thường với thời hạn và độ nghiêm trọng bị khuếch đại khủng khiếp bởi hệ quả của việc thắt chặt cung tiền gây ra bởi các chính sách sai lệch của cục dự trữ liên bang.
Các đóng góp khác của ông bao gồm lý thuyết hàm tiêu dùng, thuyết thu nhập vĩnh cửu, những công trình mà Friedman cho là quan trọng nhất trong sự nghiệp khoa học của mình. Những đóng góp quan trọng khác của ông bao gồm việc chỉ trích đường cong Phillips dẫn đến việc đưa ra lý thuyết về tỷ lệ thất nghiệp tự nhiên(1968).

## Đời sống cá nhân

### Nghỉ hưu
Năm 1977, ở tuổi 65, Friedman nghỉ hưu sau 30 năm giảng dạy tại Đại học Chicago. Ông cùng vợ chuyển tới San Franciso và trợ thành nhà nghiên cứu tại Ngân hàng Dự trữ Liên Bang San Francisco. Từ năm 1977, ông hợp tác với Viện Hoover thuộc Đại học Standford. Trong cùng năm đó, Friedman bắt tham gia chương trình truyền hình "Free to Choose" (Tự do lựa chọn) để trình bày những triết lý của ông về kinh tế và xã hội.